# 1993년 세계 박람회 정보통신관
1993년 세계 박람회 정보통신관은 대전 엑스포 당시의 전시관으로서 상설전시구역 내에 설치된 국내관 중 하나이다.

## 개요
한국통신에 의해 23,197m2의 부지에 건평 9,212m2, 연건평 1만 8,422m2로 건립되어 정보통신주제관과 첨단통신전시관의 두 개의 건물로 구성된 당시 가장 큰 전시관이었다. 박람회 기간 총 관람객 수는 3,745,271명으로 행사 기간 중 가장 많은 관람객이 방문한 전시관이었다.

## 전시 내용
"담을 헐고 다리를 놓자"는 주제로 정보통신 기술의 발달사와 미래상을 전시 연출하였다. 이 전시관의 가장 특징적인 전시내용은 국내 최초로 소개된 궤도전시로서, 관람객들은 4인용 궤도차에 탑승하여 약15분에 걸쳐 3층으로 이루어진 405m의 궤도를 돌면서 통신의 변천사를 관람하도록 되어 있었다. 이러한 전시 구조는 관람객의 연속 입장을 가능하게 하여 본 전시관이 많은 관람객을 수용하는 데에 기여하였다.

## 폐막 이후
1994년 8월 이후 한국통신이 투자하여 계속 운영되어 왔으나 엑스포 과학공원 재창조 사업의 일환으로 철거가 결정되어 2010년 철거에 들어가 2011년 6월 야영장이 설치되었다.

정보통신관 터